# Бартелемі Шарль Жозеф Дюмортьє
Бартелемі Шарль Жозеф Дюмортьє (фр. Barthélemy Charles Joseph Dumortier) — бельгійський ботанік, природознавець та політичний діяч.

## Біографія
Дюмортьє успішно поєднував кар'єру ботаніка із політичною діяльністю.
Був головою палати представників парламенту Бельгії.
У 1872 році був призначений Державним міністром Бельгії.
Вивчав флору Бельгії, потім перейшов до дослідження хребетних та безхребетних тварин. Численні наукові роботи Дюмортьє стосуються систематики та анатомії рослин, анатомії та фізіології кишковопорожнинних, ембріології молюсків, порівняльної анатомії антропоморфних мавп та дельфінів.
У 1832 році вперше описав поділ клітин у водоростей.

## Друковані праці
- Commentationes botanicae. Observations botaniques. Imprimerie de C. Casterman-Dieu, Tournay, 1823(лат.)
- Observations sur les graminées de la flore de Belgique. J. Casterman aîné, Tournay, 1823(фр.)
- Analyse des familles des plantes, avec l'indication des principaux genres qui s'y rattachent. J. Casterman aîné, Tournay, 1829(фр.)
- Lettres sur le manifeste du Roi et les griefs de la nation, par Belgicus. J. Casterman aîné, Tournay, 1830(фр.)
- Sylloge Jungermannidearum Europae indigenarum, earum genera et species systematice complectens. J. Casterman aîné, Tournay, 1830(лат.)
- Recherches sur la structure comparée et le développement des animaux et des végétaux. M. Hayez, Bruxelles, 1832(фр.)
- Essai carpographique présentant une nouvelle classification des fruits. M. Hayez, Bruxelles, 1835(фр.)
- La Belgique et les vingt-quatre articles. Société nationale, Bruxelles, 1838(фр.)
- Observations complémentaires sur le partage des dettes des Pays-Bas. Société nationale, Bruxelles, 1838(фр.)